# Marie Richardson
Marie Richardson, née le 6 juin 1959  à Ljusdal (Suède), est une actrice suédoise de cinéma.

## Biographie
Marie Richardson étudie au Teaterhögskolan (en) à Stockholm de 1982 à 1985. Elle a deux enfants avec l'acteur Jakob Eklund (en).

## Filmographie partielle

### Cinéma
- 1991 : Önskas
- 1992 : Sunday's Children
- 1993 : The Telegraphist
- 1992 : Les Enfants du dimanche de Daniel Bergman
- 1999 : Eyes Wide Shut de Stanley Kubrick : Marion
- 2006 : Annas bästa kompis : Teacher
- 2006 : Godkänd : Mamman
- 2009 : Johan Falk: GSI - Gruppen för särskilda insatser : Helén
- 2011 : Någon annanstans i Sverige : Anki
- 2012 : Johan Falk: Kodnamn: Lisa : Helén Falk
- 2013 : Rum 301 : Angelica
- 2013 : Känn ingen sorg : Lisbeth Lindén
- 2013 : Stockholm Stories : Lena Melling
- 2016 : Förbjuden kärlek : Drottning Victoria

### Télévision
- 1998-2000 : Skärgårdsdoktorn
- 2008-2009 : Contre-enquête  (série télévisée)
- 2012 : Snö : Britta Nilsson, la mère de Benjamin

## Prix et récompenses
- 1993 : Prix Amanda : meilleure actrice pour The Telegraphist